# 王元青
王元青（1964年1月—），男，汉族，安徽芜湖人，中华人民共和国政治人物。现任中国科学院古脊椎动物与古人类研究所学术委员会副主任，研究员。第十二、十三、十四届全国政协委员。